# Войт, Владимир Карлович
Владимир Карлович Войт (1814—1900) — русский писатель, морской офицер, действительный статский советник.

## Биография
Из дворян. Родился в семье штаб-лекаря. Поступил в Морской кадетский корпус (1826), по окончании которого (1831) был оставлен в офицерских классах. Выпущен в чине лейтенанта (1835). Адъютант главного командира Свеаборгского порта (1839―1841). Войт опубликовал в журнале «Сын отечества и Северный архив» отрывок из романа «Вот моя страсть!» (1838; первое литературное выступление Войта) и фрагмент из другого морского романа ― «Битва с пиратами» (1838). На романтических сюжетных канонах построены повести «Новый Леандр» (1841) и «Маяк Утэ, или Эпизод из жизни» (1842), в которых надежды чуждого «свету» героя на необыкновенную любовь, вечный союз терпят жестокий крах. В повести «Первое апреля» (1841) возвышенные стремления героя противопоставлены духовному убожеству обитателей провинциального городка. В 1844 году Войт издал сборник повестей «Очерки света и жизни», в который вошли «Новый Леандр», «Насвистанная карьера» ( в необычной для Войта манере занимательного повествования) и «Кресла в пятом ряду Михайловского театра» ― попытка создания светской сатирической повести в духе В. Ф. Одоевского (с обязательными для этого жанра темами бала, маскарада, интриги и т. д.).
Войт, уволившись от морской службы (1850), перешёл в гражданскую (1851): состоял в Санкт-Петербургской и Кронштадтской таможнях (1853―1857), был чиновником особых поручений Департамента внешней торговли Министерства финансов (1858―1860), управлял Вержболовским (1861―1865) и Скулянcким (1866―1868, Бессарабская губерния) таможенными округами. Дослужился до чина действительного статского советника (1863). Выйдя в отставку (1868), приобрёл имение в Лепельском уезде Витебской губернии (1869) и прожил там до глубокой старости. Был почётным мировым судьёй Лепельского уезда.